# Acceso (El Ala Oeste)
 Acceso es el décimo octavo capítulo de la quinta temporada de la serie dramática El ala oeste.

## Argumento
Un equipo de televisión elabora un reportaje sobre la actual Secretaria de prensa de la Casa Blanca, C.J. Cregg, en un día “cualquiera de trabajo”. Durante el programa, van apareciendo Secretarios anteriores y entrevistas tanto a C.J., como al resto de su equipo, incluida su ayudante personal Carol Fitzpatrick. Pero la presencia de los periodistas añade tensión y estrés en el equipo, sobre todo cuando surge una noticia inesperada: un supuesto terrorista se encuentra atrincherado junto a su familia en su propia casa, en la isla de Shaw, en el estado de  Washington.
Los acontecimientos se van sucediendo muy deprisa, y todo apunta a que volverá a ocurrir algo similar a lo acontecido en el primer año de mandato del Presidente Bartlet: una inexperta C.J., no supo encarar a la prensa en un hecho similar que acabó en tragedia. Pero ahora es todo muy diferente. Más madura, sabrá soportar la presión, incluso cuando su padre, enfermo de  Alzheimer la llame para que vaya a verle lo antes posible. Finalmente el secuestro es resuelto de forma brillante por el FBI, acabando con varios heridos y el terrorista detenido. Gracias a ello, en semanas posteriores se arrestarán a una docena de miembros de una célula que pretendía atentar en breve.
Por otro lado, el resto del equipo sigue preparando la visita del Papa junto a una representación del Vaticano encabezada por el diplomático Renato Mannari. Además, C.J. tendrá que atajar los rumores sobre el futuro del Director del FBI, George Arnold. El reportaje, emitido 3 años después de su grabación, concluirá con la afirmación de que C.J. Cregg ha sido la única Secretaria de Prensa de la Casa Blanca que ha estado en dos mandatos consecutivos.

## Curiosidades
- Los críticos de Tv Adam Arseneau de DVD Verdict, Darren Walters de Michael D's Región 4 DVD y Dennis Landmann de MovieFreak.com consideraron este episodio como uno de los peores de la serie. Sin embargo desde Amazon consideraron este capítulo como uno de los mejores de la actriz Allison Janney (quien interpreta a C.J. Cregg)[1]

- Allison Janney considera al Secretario de Prensa de Bill Clinton, Mike McCurry, como el mejor en su puesto en toda la historia de la Casa Blanca.[1]

## Premios
- Allison Janney: nominada a la mejor actriz de serie dramática en los Premios Emmy.[1]

## Enlaces
- Enlace al Imdb.
- Guía del Episodio (en inglés).
- Información sobre la isla de Shaw (en inglés).
- Artículo sobre Mike McCurry (en inglés).